# 韓繼思
韓繼思（1578年—？），字仲文，號玉堂，陝西承宣佈政使司涇陽縣人。明朝解元、政治人物。

## 生平
明神宗萬曆三十四年（1606年），中式丙午科陝西鄉試第一名舉人（解元）。萬曆四十一年（1613年）癸丑科進士。都察院觀政，改翰林院庶吉士，泰昌元年（1620年）授刑科給事中，十一月充正使，出使藩府。天啓元年（1621年）正月升吏科右，三月升工科左，巡视厂库，二年八月升户科都，三年四月升太常寺少卿，六年养病。崇祯元年（1628年）起升光禄寺卿，二年升都察院左副都御史，三年升刑部尚書，因疏救下狱的山西巡抚耿如杞而被革职为民。

## 家族
曾祖韓佥。祖父韓思南。父韓珎。